# 1487
1487 (MCDLXXXVII) var ett normalår som började en måndag i den julianska kalendern.

## Händelser

### Januari
- 29 januari – Richard Foxe blir biskop av Exeter.

### Augusti
- Augusti – Bartolomeu Diaz avseglar från Lissabon.[1]

### September
- 10 september – Vadstena drabbas av en stadsbrand. Sankt Peters kyrka och kloster med angränsande gårdar räddas.[2]

### Oktober
- 9 oktober – Freden i Livland förnyas genom stilleståndet i Riga.

### December
- 7 december – Bartolomeu Diaz kastar ankar vid Walvis Bay.[1]

### Okänt datum
- Sten Sture den äldre ger sig i krig mot Axelsönerna, för att ta deras besittningar. Han intar deras fästen Öland med Borgholms slott, Stegeborgs slott och Raseborgs slott. Dock går den möjlighet att ta Gotland som fanns svenskarna ur händerna, när Ivar Axelsson (Tott) överlämnar ön till danskarna.
- Sten Sture och kung Hans möts på Öland. Ön erkänns som svensk, mot att Gotland erkänns som danskt.
- Bartholomaeus Ghotans mässbok Missale Strengnense trycks för Strängnäs stift.
- De svenska murarnas skråordning utfärdas.
- Familjen Fugger skaffar sig kontroll över silvergruvorna i Tyrolen, Thüringen och Ungern. De blir efter det ekonomisk garant för tysk-romerske kejsaren.

## Födda
- 10 september – Julius III, född Giovanni Maria Ciocchi del Monte, påve 1550–1555.
- Yolanda Louise av Savojen, hertiginna av Savoyen.

## Avlidna
- 1 oktober – Ivar Axelsson (Tott), danskt och svenskt riksråd.
- Charlotte av Cypern, regerande drottning av Cypern.
- Mara Branković, serbisk prinsessa och osmansk diplomat.

### Fotnoter
1. 1 2  ”Historiesajten - Bartolomeu Diaz (läst 5 april 2011)”. https://historiesajten.se/visainfo.asp?id=517.
2. ↑  ”Värmlands brandhistoriska klubb”. Arkiverad från originalet den 12 oktober 2011. https://www.webcitation.org/62NB7kO36?url=http://www.brandhistoriska.org/olyckor_se.html. Läst 25 mars 2011.